# موی پارا
موی پارا (انگلیسی: Moi Parra؛ زادهٔ ۲۴ ژوئن ۲۰۰۲) بازیکن فوتبال اهل اسپانیا است که در پست وینگر چپ برای ختافه بی بازی می‌کند.